# Albert Libertad

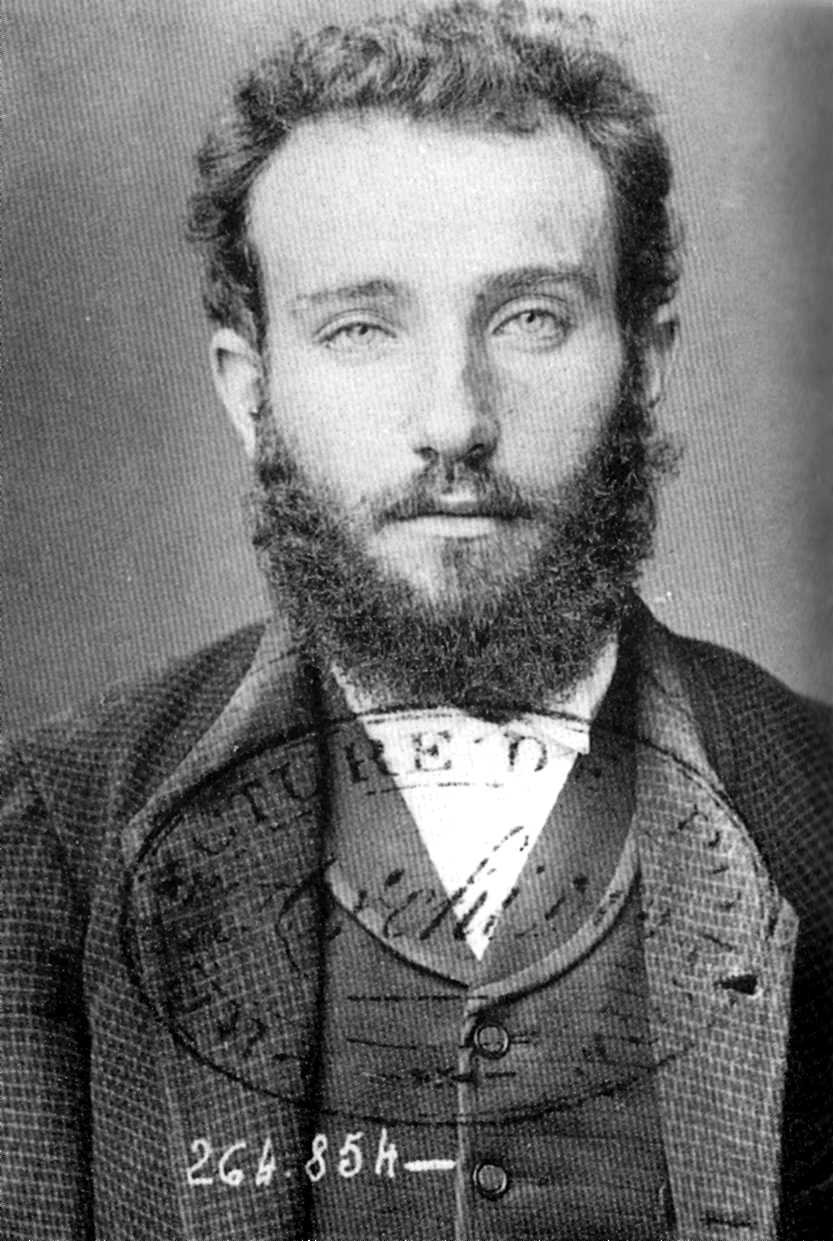
Albert Libertad.

Joseph Albert, más conocido como Albert Libertad, fue un militante y escritor anarcoindividualista francés quien fundó la publicación anarquista L'anarchie.

## Vida
Nace en Burdeos, el 24 de noviembre de 1875, de padres desconocidos, siendo confiado a la asistencia pública. Muere en París, el 12 de noviembre de 1908.
Desde 1896, con 21 años, Libertad se convierte en un importante propagandista del anarquismo. A partir de 1899, colabora con Aristide Briand en la edición del periódico libertario "La lanterne", con Sébastien Faure editando el "Journal du peuple" y entra entre 1900/1905 en la imprenta Lamy-Laffon. En 1901, escribe artículos en el "Journal du Syndicat des Correcteurs" y en "Droit de vivre", apoyando por aquella época al grupo libertario "Les iconoclastes".
Hacia 1902, será uno de los fundadores de la Ligue Antimilitariste, organismo de pretensiones revolucionarias. En ese mismo año y también en 1904, A. Libertad lanzará distintas campañas en pro del abstencionismo de lo político. En abril de 1905, Libertad funda el periódico individualista "L'anarchie". Diversos intelectuales colaborarán en el mismo, como André Lorulot, Mauricius, Léon Israël, y Émile Armand. En ocasión del aniversario del 14 de julio, "L'anarchie" "imprimió y publicó el manifiesto "La bastilla de la autoridad" con 100,000 copias.

## El anarquismo de Albert Libertad
Junto con su activismo anarquista, Libertad solía organizar fiestas, bailes y excursiones al campo, debido a su visión del anarquismo como la "alegría de vivir" y no como sacrificio militante e instinto de muerte, buscando reconciliar los requerimientos del individuo (su necesidad de autonomía) con la necesidad de destruir a la sociedad autoritaria. De hecho, Libertad buscaba superar la falsa dicotomía entre la revuelta individual y la revolución social, enfatizando que la primera es simplemente un momento de la segunda, ciertamente no su negación. La revuelta solo puede nacer de la específica tensión individual, la cual, en su expansión, solo puede llevar a un proyecto de liberación social. «Para Libertad, el anarquismo no consiste en vivir en forma separada de ningún contexto social en alguna torre de marfil o en alguna isla comunitaria feliz, tampoco en vivir en sumisión en roles sociales, posponiendo el momento de la rebelión. Y debido a esto, en esta perspectiva, la revuelta individual y la revolución social ya no se excluyen entre sí, sino más bien se complementan.»